# 浅野屋
ブランジェ浅野屋（ぶらんじぇあさのや、登記社名: 株式会社浅野屋、英: BOULANGERIE ASANOYA）は、日本の製パン会社である。
本社は東京都板橋区小豆沢、本店は長野県北佐久郡軽井沢町旧軽井沢に所在する。

## 沿革
1933年（昭和8年）、石川県生まれの浅野良明が食料品店に11年間勤めたのち東京・麹町6丁目に「浅野屋商店」を開業、食料品の一部としてパン・菓子の製造をしたことがはじまり。これらの製品は当時の麹町近辺の外国大使館員たちから好評を博し、1940年（昭和15年）には避暑で軽井沢を訪れる外国人外交官や家族からの要望を受けて夏季出張所を開設、本格的にパン屋としての事業をスタートさせる。現在は、軽井沢のほか、首都圏やシンガポールにも店舗を展開している。

## 逸話
- 小説家の室生犀星は軽井沢の浅野屋本店に出向いていた[3]。
- ピザーラ創業者の淺野秀則は、同社を設立して事業を始める際、ピザの生地について、フランス人が食べている本格的なパンは誰が作っているのかと考え、フランス大使館に納入しているパン屋が浅野屋であることを突き止めると、浅野屋にピザ生地製造への協力を持ちかけた[4]。これにより、現在のピザーラのピザ生地（イタリアン、ハンドトス）は、浅野屋との共同開発によって生まれている。